# آدا کوندئسکو
آدا کوندئسکو (رومانیایی: Ada Condeescu؛ زاده ۲ ژوئیه ۱۹۸۸) بازیگر اهل رومانی است.
از فیلم‌ها یا مجموعه‌های تلویزیونی که وی در آن‌ها نقش داشته‌است، می‌توان به پسر عاشق و بخواهم سوت بزنم، سوت می‌زنم اشاره نمود.